# Brachylecithum mosquensis
Brachylecithum mosquensis är en plattmaskart. Brachylecithum mosquensis ingår i släktet Brachylecithum och familjen Dicrocoeliidae. Inga underarter finns listade i Catalogue of Life.